# Ibex Airlines
Ibex Airlines (Japans: アイベックスエアラインズ株式会社, Aibekkusu Earainzu Kabushiki-gaisha ) is een Japanse luchtvaartmaatschappij met haar thuisbasis in Sendai.

## Geschiedenis
Ibex Airlines werd opgericht in 1999 als Fair. In 2002 werd de maatschappij overgenomen door Japan Digital Laboratory en in 2004 omgedoopt in Ibex Airlines.

## Vloot
De vloot van Ibex Airlines bestaat uit:(juli 2016)
- 8 Canadair Regional Jet 700
- 2 Canadair Regional Jet 200